# Стрельцов, Никита Ефремович
Никита Ефремович Стрельцо́в (31 января 1905 — 31 января 1995) — советский инженер, государственный деятель, дважды лауреат Сталинской премии.

## Биография
Родился в станице Усть-Лабинская (ныне Краснодарский край).
В 1917—1918 ученик слесаря механической мастерской в Туапсе. Затем работал по найму в станице Усть-Лабинская.
В 1923—1926 на комсомольской работе: зав. избой-читальней, зав. АПО Белореченского РК ВЛКСМ. В 1927 г. вступил в ВКП(б).
Окончил рабфак в Краснодаре (1929) и Московский инженерно-экономический институт имени С. Орджоникидзе (1933).
- 1933—1935 инженер на воен. заводе (Ногинск).
- 1935—1937 инженер, начальник отдела Управления боеприпасов наркомата оборонной промышленности СССР (Москва).
- 23.11.1937—1.7.1938 — директор завода в Электросталь.
- 1938—1939 начальник 11 ГУ наркомата оборонной промышленности СССР, начальник ГУ Наркомата боеприпасов СССР.
- апрель 1939—1942 начальник строительства, директор комбината № 100 (Алексин Тульской области).
- май 1942 — июнь 1944 директор завода № 204 (Котовск).
- 1944—1947 директор комбината № 100 (Алексин)
- 1947—1953 зам. министра, начальник 2-го ГУ Министерства с/х машиностроения СССР.
- 1953 — ? начальник 3-го ГУ Министерства оборонной промышленности СССР.

С начала 1970-х годов на пенсии.

## Награды
- Сталинская премия первой степени (1951) — за коренное улучшение технологии производства
- Сталинская премия третьей степени (1953) — за разработку методов получения тяжелой воды, разработку проектов установок, а также промышленное освоение производства тяжелой воды
- орден Ленина (1943)
- орден Трудового Красного Знамени
- орден Красной Звезды
- медаль «За оборону Москвы»
- медаль «За победу над Германией в Великой Отечественной войне 1941—1945 гг.»
- медаль «За доблестный труд в Великой Отечественной войне 1941—1945 гг.»